# The Wife
The Wife är en svensk-engelsk-amerikansk långfilm från 2017, med regi av Björn Runge, manus av Jane Andersson och efter en roman med samma namn av Meg Wolitzer. Huvudrollen innehas av Glenn Close.
Filmen premiärvisades vid Torontos filmfestival i september.
På Oscarsgalan 2019 var The Wife nominerad för bästa kvinnliga huvudroll (Glenn Close). Man förlorade dock mot The Favourite (Olivia Colman).

## Handling
Filmen utspelas i samband med att paret Joan och Joseph Castleman reser till Stockholm, där Joseph ska hedras med Nobelpriset i litteratur.

## Rollista
- Glenn Close − Joan Castleman
  - Annie Starke − Joan Castleman som ung
- Jonathan Pryce − Professor Joseph "Joe" Castleman
  - Harry Lloyd − Joseph Castleman som ung
- Christian Slater − Nathaniel Bone
- Max Irons − David Castleman
- Elizabeth McGovern − Elaine Mozell
- Alix Wilton Regan − Susannah Castleman
- Karin Franz Körlof – Linnea Engwall
- Johan Widerberg – Walter Bark
- Jan Mybrand – Arvid Engdahl
- Twinnie-Lee Moore – Monica
- Nick Fletcher – kung Carl XVI Gustaf